# SVホルン
シュポルトフェライン・ホルン（ドイツ語: Sportverein Horn）は、オーストリア・ニーダーエスターライヒ州・ホルン郡を本拠地とするプロサッカークラブである。1922年10月21日に創立。チームカラーはホルン市の色である「青・白」。

## 概要
2015年6月より3シーズンに渡って日本人サッカー選手・本田圭佑のマネジメント事務所である「HONDA ESTILO株式会社」が経営に参入した。多くのメディアでは「クラブ買収」と報道されたがこれは誤報であり、SVホルンのドイツ語公式HPでは「HONDA ESTILOは我がクラブに投資をする新しい業務提携パートナーである」と発表されていた。SVホルンのルドルフ・ラウドン会長は本田サイドとの合意事項は3年であり、2018-19年シーズン終了時までのパートナーシップ契約を結んでいると説明した。
SVホルンのクラブは会員制（ソシオ制）NPOでありオーナーシップに関する権利は年間会費を支払っている会員に原則的あるため外部者による買収は不可能である。クラブ会員の投票によって理事が決まり、これら理事から構成される理事会によって会長が指名される。HONDA ESTILO株式会社が経営に参入した2015年6月以降は、理事会の過半数がHONDA ESTILO株式会社の社員及び本田圭佑の父親である本田司を含む親族、残りは地元オーストリア人の理事会メンバーからなる形を取っていたが、3年間の業務提携が終了してからはHONDA ESTILO株式会社が経営に参入する前の形に戻されている。
会長職においては業務提携中は二頭体制を取り、オーストリア人のルドルフ・ラウドンが第一会長、本田圭佑の従弟にあたる本田洋史が第二会長となっていた。
2016年6月22日、オーストリア・ブンデスリーガのリーグ規定に伴い「SVホルン・プロチーム運営有限会社」（SV Horn Profi Betriebs GmbH）を新たに設立。トップチームの運営をNPOであるクラブから切り離し有限会社へ移管した。この新たに設立された有限会社への出資は57.23%がNPOのSVホルン、42.77%がHONDA ESTILO株式会社によって行われ、社員数は1名、代表は本田洋史であることが公表されている。
2017年4月27日、SVホルンのドイツ語公式HPをはじめオーストリアの各メディアがHONDA ESTILO株式会社からのSVホルンに対しての投資額が2017年夏から大幅に減ること、HONDA ESTILO株式会社がオーストリア・ブンデスリーガの厳しい規定を完全にクリアーすることは不可能という見解を示したこと、2017-18年シーズンにおけるオーストリア・ブンデスリーガ2部のクラブライセンスを申請したものの、リーグ機構より第一審で申請が承諾される見込みはなく、第二審で承諾されることを願いたいとルドルフ・ラウドン会長が述べたことを公表した。
同時にSVホルンはドイツ語公式HPを通して2017-18シーズン以降のプロサッカークラブとしての運営を維持するためにもHONDA ESTILO株式会社との業務提携前まで存在した経営面と組織面におけるクラブとしての自立を再び取り戻し、地に足のついたクラブ経営、地域密着、ボランティア、継続性を持った選手育成といった以前のクラブの強みを再び発揮できるように自省すると公表した。
2017年4月28日、オーストリア・ブンデスリーガのリーグ機構は公式HPを通して2017-18年シーズンのクラブライセンスを申請した21クラブのうちSVホルンを除く全てのクラブが第一審で承諾されたこと、SVホルンに対しては懲戒処分が下されたことを発表した。
SVホルンはこのリーグ機構による懲戒処分について財政面に関する資料の不備と刻限を過ぎての提出をオーストリア・ブンデスリーガのリーグ機構が根拠付けたこと、そして次シーズンから実施予定の支出削減に関する証拠書類および次シーズンの年間予算案に含まれている補助金とスポンサー収入に関する具体的な資料の提出を求められたことをクラブのドイツ語公式HPを通して開示した。
オーストリア・ブンデスリーガ・リーグ機構のヘロヴィツ取締役はSVホルンの状況についてスカイスポーツ・オーストリア放送局に対して「これほど重大な提出期限の遅延はこれまで一度もなかったため、このような形で懲戒手続きが行われるのは前例の無いケースである、処罰措置としては戒告処分から50万ユーロまでの制裁金、勝ち点の減点まで考えられる。もし勝ち点の減点が決定した場合は来シーズンに該当する」と説明した。
その後、HONDA ESTILO株式会社が一歩引いた形の来季の経営計画を提出し直した結果、受理されクラブライセンスも発給された。
2020年1月14日、本田圭佑が東京に新たなサッカークラブ「One Tokyo」を設立することを発表した際に、同クラブウェブサイト上で、2018-19年シーズンを最後にSVホルンから撤退していたことも発表した。

## 歴史
1922年に創設。1957年には、現スタジアムとクラブハウスがある土地にクラブの本拠地を移転した。第2次世界大戦後は下位リーグに所属していたが、1988年にオーストリア・ランデスリーガ（4部）に、1991年にはオーストリア・レギオナルリーガ東部（3部）への昇格を果たす。その後は3部と4部を行き来していたが、2007年に再び昇格すると2部への昇格争いに参加するようになる。
2011-12シーズンにレギオナルリーガ東部で優勝し、2. ブンデスリーガ（2部）に初昇格した。しかし、2014-15シーズンには10チーム中9位という成績に終わり、3部降格が決定した。浦和レッズ下部組織出身の矢島倫太郎は、この2014-15年シーズン中に加入している。また、ホルンの下部組織はオーストリア6部に所属するセカンドチームと、U-7からU-17までのチームがある。

### 2015-16シーズン
2015年6月9日、HONDA ESTILO株式会社が経営に参入することがクラブの総会で承認。上層部を本田が抜擢した日本人スタッフが占めることとなる。副会長兼理事メンバーには本田のマネージャーである神田康範、強化面の責任者「マネージメント＆スポーツディレクター」には本田のスポーツ用具担当であった大本拓が就任した。
7月14日、北海道コンサドーレ札幌に所属し6月29日から7月7日までオーストリアでのチーム練習に参加していた榊翔太と完全移籍で契約を結んだ。本田圭佑は榊を「脅威となる選手」と高く評価。
公式HPを通して「スピードがあり相手にとって脅威となる選手。まだまだ成長できるポテンシャルがあり、優勝を目指す我々のパワーとなってくれると確信しています」と太鼓判を押し、本田圭佑自らが日本代表で着けている4番のユニフォームを榊に与えた。7月28日、SVホルンの公式戦ホームゲームを日本の動画サイトニコニコ生放送で中継することを発表した。
2016年1月には大型補強を実施。権田修一、ハーフナー・ニッキ、新井瑞希、川中健太の4人の日本人選手を含む6人を獲得した。2016年4月の時点でチームは2位と2部復帰に向けて好結果を残していたが、クラブ側との考え方や方向性の違いによりヨハン・クレア監督を解任。「本田の哲学をクラブに浸透できる人材」としてシーズン開幕前からの希望としてあった濱吉正則を招聘した。
濱吉正則の監督就任から2試合が行われ残り4試合となった5月12日、SVホルンを追走していた2位のファースト・ヴィエナFCが二部昇格に必要なクラブライセンスの取得申請を取り辞めたことから、この時点でSVホルンの2部復帰が確定した。その後の6月4日の最終節、SKNザンクト・ペルテン・ジュニアーズ戦で5‐1と勝利し、オーストリア3部リーグを優勝で終えた。

### 2016-17シーズン
カーボベルデ代表のトニ・ヴァレラやアルゼンチン出身のニコラス・オルシーニ、オランダ出身のケヴォン・タノら合計10人の選手を新たに獲得。3部リーグでの優勝を果たした前シーズンの主力メンバーを大幅に入れ替えたチームで新たなシーズンに臨んだものの、合計10チームから形成されるオーストリア・ブンデスリーガ2部でシーズンを通して7位と9位の間を行き来する。第13節では最下位に転落するなど降格圏内からなかなか抜け出せないまま苦しんだ。
オーストリア・カップでは2回戦で対戦したレギオナルリーガ西部（オーストリア3部）に属するSVグレーディヒを相手に敗退、ジャイアント・キリングを許した。2016年12月には権田修一がサガン鳥栖に移籍した。2017年1月には新たにエストニア代表のイリヤ・アントノフを獲得した。2017年3月13日、非商業的なパートナーシップの一環として国際連合の掲げる「世界を変えるための17の目標」のロゴをユニフォームとスタジアム看板の広告枠を通して掲出することを発表した。
リーグ後半戦になってもチームは降格圏内に低迷。2017年5月1日に行われた最下位のフローリツドルファーAC戦での敗戦（0-2）後、濱吉正則監督が解任された。シーズン終了までの暫定監督として濱吉正則の監督就任前にも暫定監督を務めたコーチのクリストフ・ヴェスターターラーが就任した。5月26日、最終節のLASKリンツに敗れ、2部昇格1年でレギオナルリーガ東部（3部）への降格が決まった。

### 2017-18シーズン
2017年6月1日、新監督にカルステン・ヤンカーに決まった。2018年5月25日、最終節のアウストリア・ウィーン・アマチュア戦に勝利して3部優勝と2部昇格を決めた。

## タイトル

### 国内タイトル
- オーストリア・カップ : 1回[25]
  - 2007-08
- レギオナルリーガ東部（3部）: 3回
  - 2011-12, 2015-16, 2017-18
- ランデスリーガ・ニーダーエステライヒ州（4部）: 3回
  - 1990-91, 1997-98, 2006-07
- ニーダーエステライヒ州カップ : 1回
  - 1989

## 歴代成績
- 1988/89–1990/91 ランデスリーガ（4部）
- 1991/92–1996/97 レギオナルリーガ（3部）
- 1997/98         ランデスリーガ（4部）
- 1998/99–1999/00 レギオナルリーガ（3部）
- 2000/01–2006/07 ランデスリーガ（4部）
- 2007/08–2011/12 レギオナルリーガ（3部）
- 2012/13–2014/15 オーストリア・ブンデスリーガ2部

| 年      | リーグ                          | 試合数 | 勝利 | 引分 | 敗戦 | 得失点 | 得点 | 失点 | 勝点 | 順位 | リーグ杯  | 監督                                    |
| ------- | ------------------------------- | ------ | ---- | ---- | ---- | ------ | ---- | ---- | ---- | ---- | --------- | --------------------------------------- |
| 2015-16 | レギオナルリーガ（3部）         | 30     | 21   | 10   | 3    | 52     | 80   | 28   | 69   | 1位  | 2回戦敗退 | ヨハン・クレア 濱吉正則                 |
| 2016-17 | オーストリア・ブンデスリーガ2部 | 36     | 9    | 6    | 21   | -15    | 42   | 57   | 33   | 10位 | 2回戦敗退 | 濱吉正則 クリストフ・ヴェスターターラー |
| 2017-18 | レギオナルリーガ（3部）         | 30     | 20   | 5    | 5    | 36     | 61   | 25   | 65   | 1位  | 2回戦敗退 | カルステン・ヤンカー                    |
| 2018-19 | オーストリア・ブンデスリーガ2部 | 30     | 6    | 7    | 17   | -29    | 33   | 62   | 25   | 15位 | 2回戦敗退 | カルステン・ヤンカー クルト・ユジッツ   |
| 2019-20 | オーストリア・ブンデスリーガ2部 | 30     | 8    | 8    | 14   | -9     | 58   | 67   | 32   | 13位 | 2回戦敗退 | Markus Karner Hans Kleer                |
| 2020-21 | オーストリア・ブンデスリーガ2部 | 30     | 8    | 6    | 16   | -22    | 40   | 62   | 30   | 15位 | 2回戦敗退 | Aleksandr Borodyuk Alexander Schriebl   |

## 現所属メンバー
2022年1月8日現在
注：選手の国籍表記はFIFAの定めた代表資格ルールに基づく。
| No. | Pos. |              | 選手名                               |
| --- | ---- | ------------ | ------------------------------------ |
| 1   | GK   | オーストリア | Fabian Ehmann                        |
| 2   | FW   | ギニア       | Djibril Touré (on loan from Watford) |
| 4   | DF   | オーストリア | Julian Klar                          |
| 5   | DF   | カナダ       | Frank Sturing                        |
| 6   | DF   | ドイツ       | Samuel Biek                          |
| 7   | MF   | オーストリア | Alexander Briedl                     |
| 8   | MF   | オーストリア | Dennis Schmutz                       |
| 9   | FW   | スペイン     | Marco Siverio                        |
| 10  | FW   | ギニア       | Mohamed Camara                       |
| 11  | MF   | ポルトガル   | Sérgio Marakis                       |
| 13  | MF   | ドイツ       | Marcel Schelle                       |

| No. | Pos. |                | 選手名                                          |
| --- | ---- | -------------- | ----------------------------------------------- |
| 14  | FW   | アメリカ合衆国 | Izaiah Jennings                                 |
| 17  | MF   | オーストリア   | Burak Yılmaz                                    |
| 19  | FW   | オーストリア   | Kevin Petuely                                   |
| 20  | DF   | オーストリア   | Paul Gobara (on loan from Rapid Wien)           |
| 21  | MF   | オーストリア   | Denizcan Cosgun (on loan from Wacker Innsbruck) |
| 22  | MF   | オーストリア   | Pascal Macher                                   |
| 23  | MF   | オーストリア   | Andree Neumayer                                 |
| 24  | GK   | オーストリア   | Simon Kronsteiner                               |
| 27  | DF   | オーストリア   | Jürgen Bauer                                    |
| 28  | FW   | オーストリア   | Ilter Ayyildiz                                  |
| 29  | FW   | 北マケドニア   | Dzezahir Ismajli                                |
| 34  | DF   | オーストリア   | Philipp Breit                                   |

## 歴代監督
2021年3月19日 現在
| - Anton Dragúň (1990–1994) - Karl Daxbacher (1994–1995) - Peter Leitl (1995) - Andreas Singer (1995–1999) - Willhelm Schuldes (1999–2003) - Reinhard Schendlinger (2003–2004) - Bohumil Smrček (2004) - Attila Sekerlioglu (2005) - Rupert Marko (2005–2010) - Michael Streiter (2010–2013) - Willhelm Schuldes (2013–2014) - クリストフ・ヴェスターターラー (2014–2015) - ヨハン・クレア (2015–2016) - クリストフ・ヴェスターターラー (2016) - 濱吉正則 (2016–2017) - クリストフ・ヴェスターターラー (2017) - カルステン・ヤンカー (2017-2018) - クルト・ユジッツ (2018–2019) - Markus Karner (2019) - Hans Kleer (2019–2020) - Aleksandr Borodyuk (2020) - Alexander Schriebl (2020-) |

## スポンサー
| 年度      | 胸                     | 左袖     | サプライヤー |
| 2016年7月 | インベスターズクラウド | 東京西川 | ミズノ       |
| 2017年3月 | 国際連合               | 東京西川 | ミズノ       |

## トライアウト
これまで2度に渡ってSVホルンの日本でのトライアウトを、HONDA ESTILO株式会社が主催した。

### 第1回トライアウト
- 一次審査：書類選考（2015年6月14日 - 6月24日）
- 二次審査：実技試験1（2015年6月30日）
- 最終審査：実技試験2（2015年7月8日）
  - 合格者：無し

東京学芸大学に所属していた永井雄介のみが二次審査を通過し、オーストリアでの最終審査にも合格したが、プロ選手としての登録は見送られた。

### 第2回トライアウト
- 一次審査：書類選考（2015年11月18日 - 12月2日）
- 二次審査：実技試験1（2015年12月11日）
- 三次審査：実技試験2（2015年12月25日）
  - 合格者：新井瑞希（当時浦和ユース、契約）、川中健太（当時初芝橋本高校、アマ契約）

## 歴代所属選手

### GK
- 権田修一 2016
- ミロ・ヴァルヴォディッチ 2017

### DF
- ブライアン・ベーレント 2013
- ドミニク・バウムガルトナー 2013-2015
- ホセ・アントニオ・ソラーノ 2014-2015
- 金載佑 2016-2017
- ハーフナー・ニッキ 2016-2018
- カーヤ・ログリ 2018-2019
- トーマス・サラモン 2019-2020

### MF
- 矢島倫太郎 2015-2017
- 新井瑞希 2016-2017
- トニ・ヴァレラ 2016-2017
- 川中健太 2016-2018
- イリヤ・アントノフ 2017
- クリストフ・メッセラー  2021

### FW
- ドラガン・ディミッチ 2010-2011
- ベルント・グシュヴァイドゥル 2013-2014
- 榊翔太 2015-2017
- ニコラス・オルシーニ 2016-2017
- 沼大希 2019